# 絨毛猴屬
絨毛猴屬（学名 Lagothrix），靈長目蜘蛛猴科的一屬，产于南美雨林地区，共分四种。黃尾絨毛猴最近被專門歸入一屬。